# Jordan Belfort
Jordan R. Belfort (pronunciat /ˈbɛlfɔːrt/ i nascut al barri del Bronx de la ciutat de Nova York el 9 de juliol de 1962) és un conferenciant i antic broker o corredor de borsa. És cèlebre per haver estat acusat i declarat culpable per manipulació del mercat de valors, blanqueig de diners i altres delictes relacionats amb les altes finances.
Belfort ha escrit dos llibres autobiogràfics, The Wolf of Wall Street i Catching the Wolf of Wall Street, traduïts a 18 idiomes i publicats en més de 40 països. El 2013 la seva història va ser portada al cinema pel director Martin Scorsese a El Llop de Wall Street, una adaptació de les seves memòries.

## Primers anys
Jordan Belfort va néixer al Bronx, Nova York, el 1962. Els seus pares, Leah i Max Belfort, eren comptables, encara que més tard la seva mare es va convertir en advocada. Belfort és i es va criar en una llar jueva a Bayside, al barri de Queens de Nova York. Va estudiar i es va graduar en Biologia per la American University.
Segons Belfort, després d'acabar l'escola secundària i fins a començar la universitat, ell i el seu amic íntim de la infància, Elliot Loewenstern, es van dedicar a la venda de gelats italians en una platja local, que transportaven en neveres portàtils. Gràcies a aquest treball van guanyar uns 20.000 dòlars, que Belfort planejava utilitzar per pagar-se un títol de dentista, per la qual cosa es va matricular breument en la Baltimore College of Dental Surgery. No obstant això, va abandonar la institució quan el degà de la mateixa li va dir: L'edat d'or de l'odontologia ha acabat. Si vostè està aquí simplement per intentar fer-se ric, està en el lloc equivocat.

## Carrera

### Primers treballs
Després de graduar-se Belfort va començar a treballar com a venedor a domicili de carns i marisc a la zona de Long Island, Nova York. Entre les seves memòries i entrevistes posteriors diria que aquest negoci va tenir un èxit inicial: va aconseguir créixer fins a emprar a diversos treballadors i vendre 5000 lliures (uns 2250 quilograms) setmanals de carn i peix. No obstant això amb el pas del temps el negoci va fracassar i Belfort es va declarar en fallida amb 25 anys.
Belfort va començar la seva carrera com a corredor de borsa en LF Rothschild, però va ser acomiadat el 1988 a causa de les greus dificultats financeres que va començar a tenir l'empresa des del dilluns negre de 1987, la qual finalment faria fallida.

### Stratton Oakmont i fraus
En la dècada de 1990, va fundar, juntament amb Danny Porush, la firma de corretatge Stratton Oakmont, empresa que funcionava com una boiler room que venia accions a centau i estafava amb accions fraudulentes als inversors. Durant els seus anys com a president de Stratton, Belfort va portar un convuls estil de vida, amb contínues festes i una forta addicció a les drogues, destacant la Metacualona. Stratton Oakmont va arribar a emprar a més de 1000 corredors de borsa i va participar en l'emissió de noves accions per valor de més de 1000 milions de dòlars d'unes 35 empreses, incloent una OPV fraudulenta de l'empresa de calçat Steve Madden Ltd. La notorietat aconseguida per l'empresa des de finals de la dècada de 1990, va inspirar les pel·lícules Boiler Room (any 2000) i El Llop de Wall Street (2013).

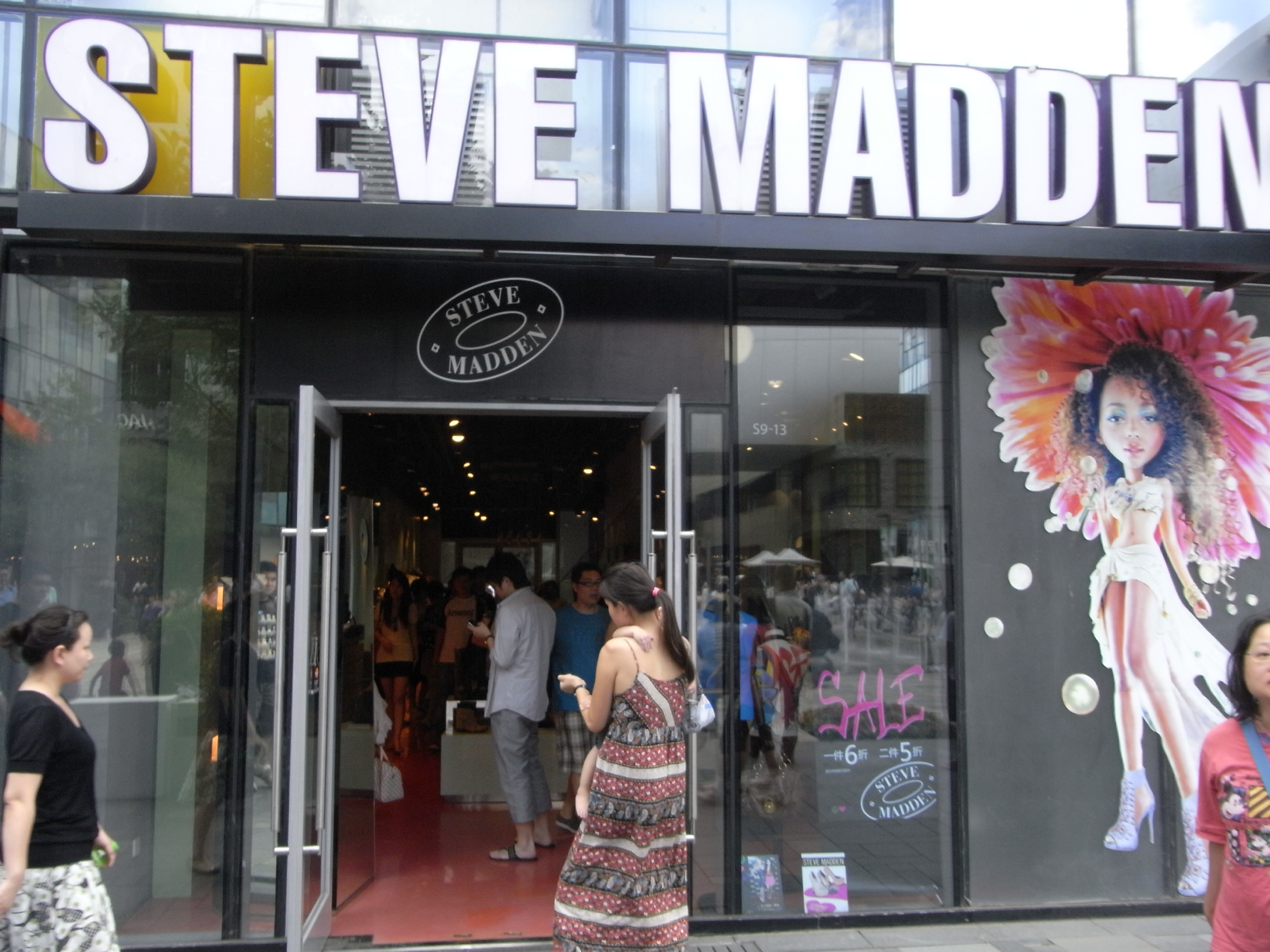
La sortida a borsa de la companyia Steve Madden Ltd. va ser tal vegada la més sonada de les operacions de Stratton.

El regulador financer i Securities Commissioner per Alabama, Joseph Borg, va formar un grup de treball multi-estatal que va portar al processament de Stratton després que la seva oficina rebés contínues queixes de clients de la firma. Belfort va ser acusat el 1998 de frau de valors, blanqueig de diners i manipulació del mercat de valors. Després de col·laborar amb el FBI, va ser empresonat en una presó federal durant 22 mesos condemnat per Pump and dump, la qual cosa es va traduir en una pèrdua de 200 milions de dòlars per als inversors. Belfort va haver d'indemnitzar amb 110,4 milions als seus antics clients. Belfort va conèixer a la presó a Tommy Chong, qui el va animar a escriure les seves històries i publicar-les. Després de la seva sortida de presó, la seva amistat es va mantenir.
Els fiscals federals i funcionaris de la SEC involucrats en el cas, van defensar que «Stratton Oakmont no era una veritable firma de Wall Street ja sigui figurada o literalment».

#### Indemnitzacions
D'acord amb els fiscals federals i una sentència el 2003, Belfort segueix en l'obligació de restituir tot el defraudat a les seves víctimes. La sentència l'obliga a pagar el 50% dels seus ingressos als 1513 clients que va estafar. Dels 11,6 milions de dòlars que han aconseguit recuperar les seves víctimes, 10,4 milions procedeixen de la venda de propietats decomissades a Belfort. Això significa que Belfort amb prou feines ha retornat un 10% dels 110,4 milions que ha de retornar en concepte d'indemnitzacions. A l'octubre de 2013, diversos fiscals federals van presentar una denúncia contra Belfort, al que acusaven d'haver retornat tan sols 243.000 dòlars en els últims 4 anys, quan entre 2009 i 2013 va tenir uns ingressos d'1.767.209 dòlars per la publicació dels seus llibres, la venda de drets i 24.000 dòlars extra per les seves xerrades.
Els fiscals també van declarar a The Wall Street Journal que Belfort havia fugit a Austràlia per evadir impostos i ocultar els seus actius a les víctimes, però més tard es van retractar d'aquestes declaracions i van emetre una disculpa oficial. Belfort va afirmar a través de la seva pàgina web que tenia intenció de demanar «el 100% de les regalies» dels seus llibres i de la pel·lícula de Scorsese per lliurar-ho a les seves víctimes. No obstant això el juny de 2014, els portaveus de la fiscalia federal van posar les seves declaracions en dubte, al·legant que, encara que havia rebut diners per la venda dels seus drets a la pel·lícula, Belfort amb prou feines havia continuat amb les indemnitzacions. BusinessWeek va informar que Belfort havia rebut aproximadament 1,2 milions de dòlars, però que d'aquests sol havia pagat 21.000 en restitucions. Belfort va declarar llavors que el govern havia rebutjat una oferta per utilitzar el 100% dels ingressos pels seus llibres per a restitucions.

### Xerrades i seminaris
Realitza les seves xerrades a través de la seva empresa Global Motivation Inc, i des de 2014, Belfort passa tres setmanes de cada mes viatjant per donar-les. El tema principal dels seus discursos oscil·la entre l'ètica en els negocis i aprendre dels errors que va cometre en la dècada de 1990, com ara estar sempre vorejant les normatives sobre regulació financera amb l'excusa que era alguna cosa habitual, la qual cosa no justificava les seves accions. Els seus honoraris per aquestes xerrades solen ser d'entre 30.000 i 75.000 dòlars i la seva tarifa de seminari per a vendes a partir dels 80.000 dòlars. El principal mètode d'assessorament empresarial que empra en els seus seminaris és el que ell anomena «Sistema de línia recta». Alguns crítics han reaccionat de forma negativa al contingut dels seus discursos, especialment quan recorda les seves activitats de la dècada de 1990.

## Vida personal
Belfort va ser l'últim propietari del luxós iot Nadine (rebatejat amb aquest nom en honor de la seva segona esposa, la model britànica Nadine Caridi), iot que al principi va ser construït per a Coco Chanel. El iot es va enfonsar davant de la costa Est de Sardenya el juny de 1996. Un grup d'elit de bussos militars italians pertanyents al Comando Raggruppamento Subacquei i Incursori Teseu Tesei van rescatar a tots els seus passatgers i tripulació. Belfort va declarar que el naufragi es va deure a la seva insistència a salpar, en contra dels consells del capità, que el va advertir de la presència de fortes ratxes de vent i maregassa. El iot va resultar enfonsat quan una ona va trencar l'escotilla.
Sobri, pel que sembla, des de 1998, Belfort ha publicat dos llibres de memòries: The Wolf of Wall Street i Catching the Wolf of Wall Street, memòries que han estat portades al cinema. El primer llibre el va escriure en els dies següents a la seva sortida de presó —encara que prèviament havia escrit un esborrany inicial de 130 pàgines que va destruir. Abans de la seva publicació, va rebre 500.000 dòlars per endavant de la seva editorial, Random House, i es va iniciar una guerra d'ofertes per obtenir els drets cinematogràfics del llibre. L'ex assistent fiscal dels Estats Units que va processar a Belfort va declarar que pensava que alguns detalls del llibre podien ser inventats.
Des de l'any 2013, Jordan Belfort resideix a Manhattan Beach, una petita ciutat del comtat de Los Angeles, Califòrnia. Amb motiu de l'estrena de la pel·lícula El llop de Wall Street, la revista Time va publicar el gener de 2014, un article en el qual informava que malgrat l'aparentment inversemblança d'alguns successos narrats en la pel·lícula, tots ells són esmentats i contrastats per Belfort en les seves memòries.